# Thera cembrae
Thera cembrae is een vlinder uit de familie spanners (Geometridae). De wetenschappelijke naam is voor het eerst geldig gepubliceerd in 1912 door Kitt.
De soort komt voor in Europa.